# Biblioteca del Condado de San Mateo
Las Bibliotecas del Condado de San Mateo (idioma inglés: San Mateo County Libraries, anteriormente San Mateo County Library) es el sistema de bibliotecas del Condado de San Mateo, California, Estados Unidos. Tiene su sede en San Mateo, California. El sistema tiene una "Biblioteca Ambulante" (Inglés: "bookmobile").
El sistema es un miembro de Peninsula Library System.

## Bibliotecas
- Biblioteca de Atherton (Atherton)
- Biblioteca de Belmont (Belmont)
- Biblioteca de Brisbane (Brisbane)

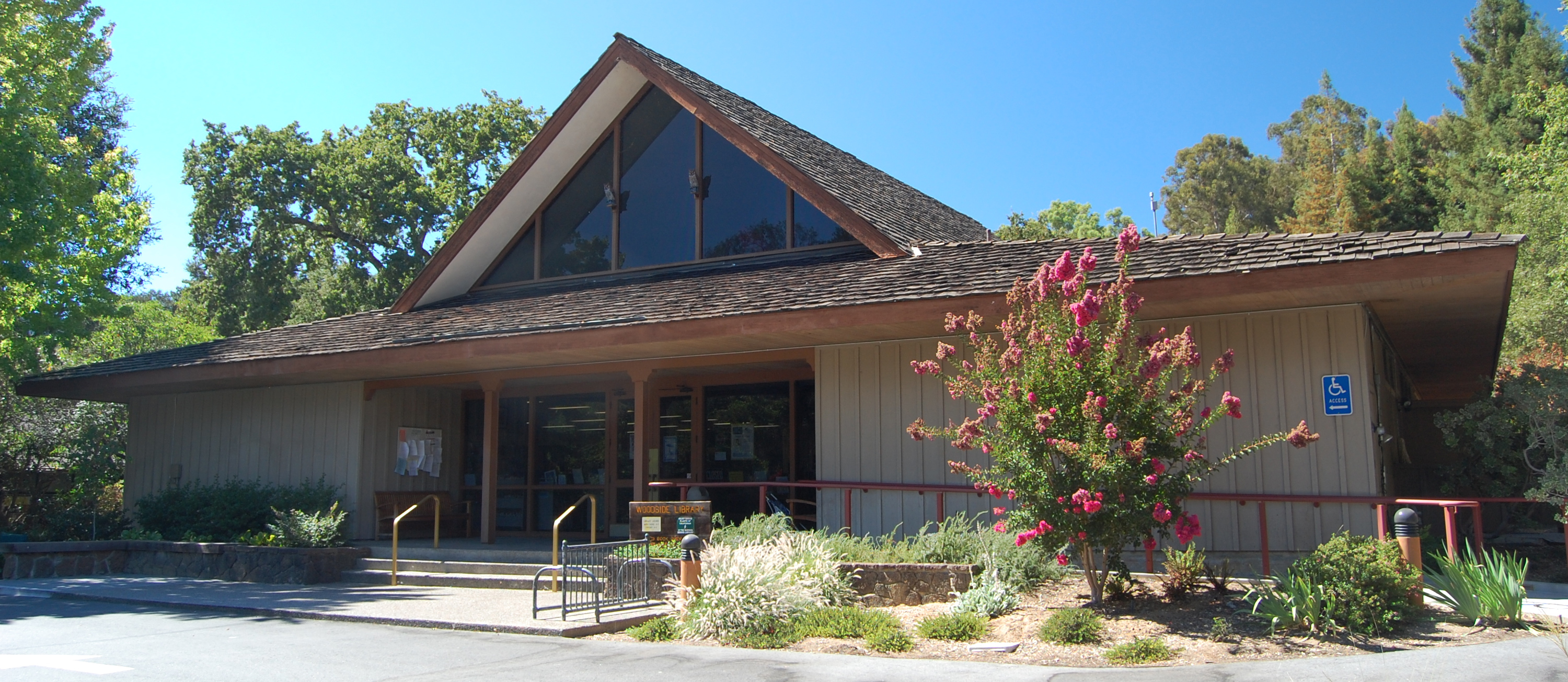
La Biblioteca de Woodside.

- Biblioteca de East Palo Alto (East Palo Alto)
- Biblioteca de Foster City (Foster City)
- Biblioteca de Half Moon Bay (Half Moon Bay)
- Biblioteca de Millbrae (Millbrae)
- Biblioteca de Pacifica-Sanchez (Pacifica)
- Biblioteca de Pacifica-Sharp Park (Pacifica)
- Biblioteca de Portola Valley (Portola Valley)
- Biblioteca de San Carlos (San Carlos)
- Biblioteca de Woodside (Woodside)